# Y Tair Rhamant

Y Tair Rhamant (Les Trois Romans en gallois) est le nom donné à l'ensemble de trois contes gallois associés aux Mabinogion. 
Ce sont des versions de contes arthuriens que l’on retrouve aussi dans l’œuvre de Chrétien de Troyes. Une discussion entre spécialistes a eu lieu pour déterminer si les contes gallois sont issus des poèmes du romancier français où s’ils proviennent d’une source originale commune. Bien qu’il semble probable que les romans dérivent directement ou indirectement de Chrétien de Troyes, il est tout aussi probable que ce dernier se soit basé sur des sources celtiques plus anciennes. Les trois contes dans le Livre Blanc de Rhydderch et dans le Livre Rouge de Hergest, deux ouvrages du XIVe siècle, bien que matériau soit aussi ancien que les textes de Chrétien de Troyes.
Les trois romans gallois et les correspondances chez Chrétien de Troyes :
- Owein (Le conte de la dame à la fontaine), qui correspond à Yvain ou le Chevalier au lion
- Peredur ab Evrawc (Peredur, fils d’Evrawc), qui correspond à Perceval ou le Conte du Graal
- Gereint ac Enid, qui correspond à Érec et Énide.

## Source
- Les Quatre branches du Mabinogi et autres contes gallois du Moyen Âge traduit du gallois, présenté et annoté par Pierre-Yves Lambert, éditions Gallimard, collection « L'aube des peuples », Paris, 1993,  (ISBN 2-07-073201-0).